# Ворне-Пюттен
Ворне-Пюттен (нід. Voorne-Putten) — острів у Нідерландах в дельті Рейну і Маасу. Колись це були два окремі острови — Ворне (на заході) й Пюттен (на сході) — розділені річкою Берніссе, але поступово річка замулилась і зникла, й два острови злились в один.
На півночі острів відокремлений від острова Розенбюрг озером Брілсемер, на північному сході від острова Ейсселмонде — річкою Ауде-Маас, на південному сході від острова Хуксевард — річкою Спей, на півдні від острова Гуре-Оверфлакке — естуарієм Харінгвліт.